# King George V (Docklands Light Railway)
King George V è una stazione metropolitana della Docklands Light Railway inserita nella Travelcard Zone 3 e posizionata sulle linee Stratford-Woolwich e Bank-Woolwich. Aperta il 2 dicembre 2005, ha rimpiazzato la stazione ferroviaria di North Woolwich precedentemente attiva sulla North London Line. Il suo nome è dovuto alla vicinanza con l'omonimo porto nei pressi di Newham.

## Storia
In seguito alla sua apertura, la stazione costituì il capolinea della diramazione "King George V" della DLR fino al gennaio del 2009. Quando il tratto ferroviario venne esteso sotto il fiume Tamigi il testimone del ruolo di capolinea passò alla stazione di Woolwich Arsenal.

## Posizione
La stazione è situata al confine nord di Pier Road a North Woolwich ed è raggiungibile a piedi da Woolwich Ferry.

## Servizi
I treni partono ogni 10 minuti in direzione di Bank nella Città di Londra e della Stratford International. Ogni 5 minuti, un treno si dirige in senso opposto verso Woolwich Arsenal, distante 3 minuti circa dalla stazione. Il viaggio per Canning Town, durante il quale bisogna effettuare un interscambio con la diramazione Beckton della DLR, dura 9 minuti, mentre ne occorrono 14 per cambiare la rotta verso le diramazioni di Stratford e di Lewisham e arrivare a Poplar, e 24 per giungere a Bank. Nelle ore di punta, la frequenza di passeggeri diretti verso Bank e la Stratford International aumenta ogni 8 minuti, e i treni in direzione di Canning Town vengono provvisti ogni 4 minuti.